# 蒙特羅斯 (伊利諾伊州)
蒙特羅斯（英語：Montrose）是位於美國伊利諾伊州坎伯蘭縣的一個村落。

## 地理
蒙特羅斯的座標為39°09′57″N 88°22′42″W / 39.16583°N 88.37833°W，而該地最高點為海拔高度183米（即600英尺）。

## 人口
根據2010年美國人口普查的數據，蒙特羅斯的面積為1.79平方千米，均為陸地。當地共有人口201人，而人口密度為每平方千米112人。